# Jean Breuer (ciclista belga)
|  | No confondre amb Jean Breuer, ciclista alemany |

Jean Breuer (Magnée, Fléron, província de Lieja, 14 de desembre de 1919 - Lieja, 6 de novembre de 1986) va ser un ciclista belga que fou professional entre 1947 i 1952.

## Palmarès
- 1947
  - Vencedor d'una etapa a la Volta a Luxemburg
- 1950
  - 1r al Tour de Haspengouw
  - Vencedor d'una etapa a la Volta a Alemanya

### Resultats al Tour de França
- 1947. 45è de la classificació general
- 1949. Eliminat (4a etapa)